# 伊勒-朗斯运河
伊勒-朗斯运河（法語：Canal d'Ille-et-Rance，法語發音：[kanal dil e ʁɑ̃s]）是法国西北部的一条的运河，长79公里，得名于伊勒河与朗斯河。